# Ахенские пряники

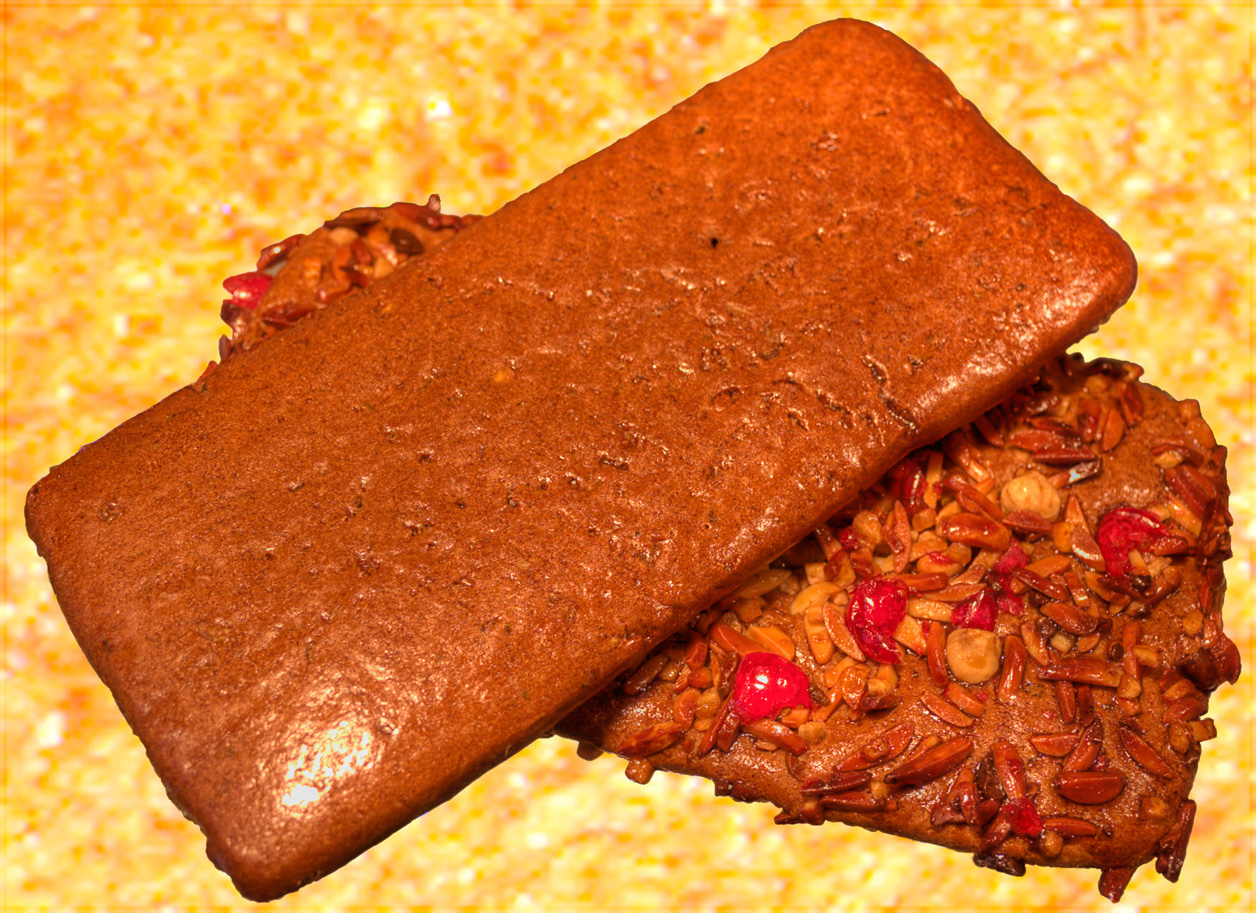
Ахенские пряники

Ахенские пряники (нем. Aachener Printen) — имбирные пряники, традиционный продукт города Ахена, защищенное в ЕС название места происхождения. Изначально это были исключительно рождественские пряники, но сейчас они продаются в любое время года.

## История
Предшественником ахенского пряника принято считать Couque de Dinant, обрядовый хлеб из бельгийского города Динан. По утверждениям историков, в Ахене первые пряники появились в XV веке, и секрет их приготовления привезли с собой бельгийцы, бежавшие в Ахен после сожжения своего города Филиппом Добрым. Пряники «печатали» в деревянных формах, аналогичных бельгийским.
По легенде, в 1656 году горожане решили пополнить казну, продавая пряники, но их рецепт был утерян. Кто-то вспомнил, что его забрал с собой в могилу Карл Великий, большой любитель пряников. Решено было отправить поваренка к умершему императору, чтобы попросить у него рецепт, а в помощь ему позвали чёрта. Карл Великий рецепт отдал, но чёрт потребовал в качестве вознаграждения ключ от городской казны. Хитрый поваренок быстренько испек пряники и предложил черту полакомиться, после чего, проглотив от голода и восторга пряники вместе с противнем, чёрт получил такое несварение желудка, что убежал.
Изначально ахенские пряники были медовыми, но в 1806 году из-за континентальной блокады мёд пришлось заменить на сироп из сахарной свеклы. Тесто стало более плотным, что заставило изменить и форму пряника — вместо фигурной она стала прямоугольной. Считается, что современный рецепт пряника появился в 1820 году. В него входят корица, гвоздика, анис, специи, имбирь, кориандр, кардамон, а также засахаренные апельсины и лимоны. Примерно в 1860 году ахенские пряники стали покрывать шоколадом.
Ахенские пряники производят как на больших фабриках, так и в небольших пекарнях города, но самым известным их производителем является фирма Lambertz, годом основания которой считается 1688. Пряники могут быть мягкими, твердыми, с травами, с орехами или с шоколадом, различных форм и размеров.